# Harley-Davidson Dyna Glide
Dyna è una gamma di motocicletta stradali stile "Custom" costruite dall'Harley-Davidson Motor Company dal 1991 al settembre 2017.

## Il contesto
La Harley Davidson Dyna è una gamma di motociclette prodotte dalla Harley-Davidson. Debutta ufficialmente nel 1991 con il primo modello della famiglia con la FXDB Sturgis, dalla quale nasceranno tante varianti di modello prodotte fino al settembre 2017.
Il telaio con forcellone classico ad “H” con due ammortizzatori posteriori convenzionali, attaccati alla parte superiore del telaio e sul forcellone, sulla parte posteriore dello stesso. Il motore è vincolato elasticamente al telaio con supporti in gomma "silent block" (eredità dell'FXR prodotta dal 1982 al 1994) dalla quale si differenzia principalmente per la forma del telaio a triangolo sotto la sella, con la sostanziale differenza che il forcellone ad H è vincolato sul motore e non più sul telaio. Sulle Dyna, quindi, motore e forcellone sono un blocco unico totalmente svincolato dal resto della motocicletta, ma che permette al guidatore un piacere di guida superiore rispetto a tutte le altre HD che montano isolatori in gomma.
La famiglia Dyna negli anni ha montato diversi motori, partendo dal motore Evolution 80 (1340cc), per passare poi al Twin Cam 88 (1450 cm³) poi 96 (1580 cm³) 103 (1690 cm³) e 110 fino alla sua fine.
Nella metà degli anni 2000 e fino al 2006, su alcuni modelli il Twin-Cam 88 poteva essere ordinato o con alimentazione a carburatore, o ad iniezione elettronica, fino all’adozione del Twin cam 96 che ha fatto definitivamente tramontare il carburatore su motociclette Harley Davidson.
I Dyna si contraddistinguono per la posizione di guida “custom” con l’aria in faccia e la posizione delle gambe in avanti. Il telaio introdotto è più semplice e robusto di quello dell’FXR, e per la prima volta il serbatoio dell’olio non è più sotto la sella del guidatore, ma il lubrificante è contenuto in un carter posto sotto al motore, direttamente nella trasmissione. Dyna nasce con un cannotto di sterzo inclinato di 32° fino all’arrivo nel 1995 del Super Glide con un cannotto inclinato di 28° che donano alla moto una maneggevolezza mai raggiunta prima e molto apprezzata dalla clientela europea. Il Dyna ha sempre dimostrato doti di guidabilità e comfort di marcia mai raggiunti dagli altri modelli Harley Davidson. I modelli più iconici sono il Low Rider e il Wide Glide, che si rifanno come stile ai modelli FX.
Il modello Dyna è uscito di produzione nel settembre 2017 assieme al motore Twin Cam.

## Le antenate FX e FXR
Dal 1934 al 1970, con l'eccezione del triciclo Servi-Car, vi sono state soltanto due linee ben distinte di motociclette V-Twin Harley-Davidson: i modelli small block, ovvero gli Sportster motorizzati (Ironhead e successivamente evolution dal 1986), che si contraddistinguono per avere il cambio in blocco con il motore (ed infatti l'olio del cambio è utilizzato anche per lubrificare la trasmissione primaria), ed i modelli Big Twin nei quali il cambio è separato dal propulsore. Tradizionalmente i modelli dotati di propulsori big twin venivano alleggeriti, per raggiungere migliori performance. All'inizio degli anni '70, Willie G. Davidson, direttore del reparto stilistico, vedendo le numerose modifiche che i meccanici applicavano alle proprie moto, decise quindi di progettare una moto dal look custom ma dal peso contenuto: per fare ciò utilizzò il telaio della FLH Electra Glide abbinato alle forcelle, ai fari ed ai freni della più piccola Sportster XLH, creando così il primo modello FX[2].

### FX
Gli FX sono le prime motociclette considerate custom già all’uscita dalla fabbrica. Moto relativamente leggere e maneggevoli. Seduta bassa e assenza di protezioni aerodinamiche e borse. Nel 1971 il primo modello Super Glide presentava una sella a banana e parafanghi in vetro resina come le barche. Non riscosse particolare successo e già dal 1972 si torno ai parafanghi Sportster e serbatoi Fat Bob.  L’evoluzione dei modelli passa dal Low Rider del 1977 (seduta bassissima, doppio disco freno anteriore, e inclinazione del cannotto di 32°). Gli altri due modelli innovativi per stile, furono il Wide Glide e Lo Sturgis. Il telaio FX rimarrà sempre però studiato per sopportare un motore fissato senza supporti in gomma e un cambio a 4 velocità. Per questo dal’82 gli viene affiancato il suo successore FXR. Nel 1985 il telaio FX fu rivisto per poter adottare il nuovo motore Evolution con cambio a 4 marce sui modelli in produzione (Low Rider e Wide Glide), i quali verranno dismessi definitivamente nel settembre 1986 lasciando il passo all’FXR, e chiudendo l’era dei modelli FX con cambio a 4 velocità.

### FXR
Il modello FXR nasce nel 1982 come evoluzione del FX. La “R” sta per rubber (Gomma), perché monta un motore Shovelhead 80Ci (1340 cm³) con cambio a 5 velocità, il tutto montato su supporti in gomma “silent block” che diminuiscono le vibrazioni percepite dal guidatore, e questa è la variante più significativa che differenzia il nuovo modello dall’FX. Per creare questo modello viene utilizzato il telaio della FLT Tour Glide, alleggerito con tubi più piccoli. Non vengono previste borse e carter di protezione sotto sella (come il Tour Glide) e questo permette di lasciare a vista il telaio che mostra il famoso triangolo dei tubi nella zona sotto sella. Anche tutto il cannotto dello sterzo rispetto al Tour Glide viene ridisegnato per adattarsi al gruppo forcelle più snello di quello della Touring. Dal 1985 l’FXR viene dotato dal nuovo motore Evolution 80 (1340cc) con cambio a 5 marce, in alternativa al FXWG Wide Glide con stesso motore ma cambio a 4 marce prodotto fino al 1986. La gamma FXR è esistita fino al 1994 anche se nel 1991 gli si è affiancata l’evoluzione di progetto chiamato “Dyna”. Questi due modelli hanno convissuto a catalogo fino al 1994 anno in cui l’FXR esce definitivamente di produzione.
Il modello FXR divenne famoso grazie anche due pellicole: Harley Davidson & Marlboro Man del 1991 nella quale il protagonista Mickey Rourke guida un custom FXR Evolution del 1989 con telaio rigido, carburatore S&S e scarichi drag pipe. Ed il film Pulp Fiction, nel quale Bruce Willis guida un chopper su base FXR Evolution.

## Modelli Dyna standard ed evoluzione
1991: Viene presentata la FXDB Sturgis, la prima moto con il nuovo telaio Dyna. Protto in una serie limitata di 1600 esemplari. Completamente nera con cerchi in lega profilati di rosso.
1992: È l'anno del FXDB Daytona, anche questa prodotta in serie limitata di 1700 esemplari, si distingue dallo Sturgis dell’anno precedente per la verniciatura bicolore beige e blu a rappresentare il mare e la sabbia della Florida, stato dove si trova Daytona.
1993: Vengono presentate la FXDL Low Rider e la FXDWG Wide Glide. La prima divenuta famosa per la seduta bassa (67 cm da terra) invece la seconda per lo spirito “Easy Rider”, manubrio ape hanger, verniciatura flame, comandi avanzati, ruota da 21 pollici, piastre larghe e parafango posteriore fat bob.
1995: In quest’anno fa il suo esordio l’FXD Super Glide, che con il suo cannotto di sterzo inclinato di 28° raggiunge una maneggevolezza mai vista prima.

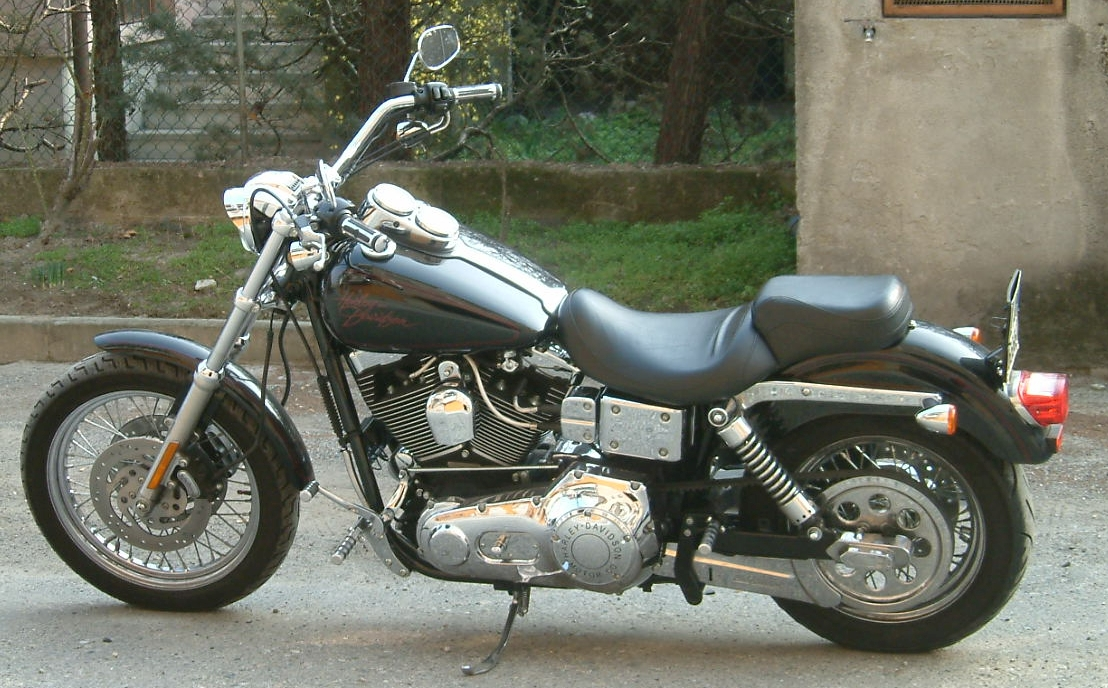
Low Rider TC88 del 2000

1999: La famiglia Dyna assieme alle Touring, in quest’anno passa al nuovo motore Twin Cam 88 (1450 cm³).
2001: Nasce l’FXDX-T super Glide T-Sport, il primo modello con protezione aerodinamica da parte di un cupolino posto sul faro anteriore. Questo modello sportivo ed elegante, sarà il capostipite di uno stile futuro chiamato “Club Style”.
2004: Arriva in optional l’iniezione elettronica.
2006: Presentato il nuovo telaio più largo e lungo. Adottata anche una gomma posteriore più larga, rispetto alle Dyna nate fino ad allora. Nasce il modello FXDB Street-Bob. Una moto essenziale, a partire dal sedile passeggero da comperare a parte. Strumentazione centrale e manubrio middle ape hanger.
2007: La cilindrata viene aumentata e ora tutti i modelli Dyna montano il Twin Cam 96 (1580 cm³), e non è più ordinabile la versione a carburatore.
2008: Nasce il modello Fat Bob, ispirata al modello “bobber” del post Seconda Guerra mondiale. Bassa e larga con grosse gomme e il doppio faro anteriore.
2012: Nasce la FLD Switchback, un Dyna dalle linee di una Touring, infatti la sigla del modello comincia con FL come i modelli più grossi. Parabrezza di serie e borse rigide.
2014: Il motore viene riaggiornato e ora passa al nuovo Twin Cam 103 (1690 cm³)
2017: Nel settembre di quest’anno esce definitivamente di produzione il telaio Dyna.

## Modelli Dyna CVO
Solamente un modello è stato creato in versione CVO:
FXDFSE Fat Bob CVO, prodotto nel 2009 in 2450 esemplari, motore Twin Cam SE 110
FXDFSE2 Fat Bob CVO, prodotto nel 2010 in 2500 esemplari, motore Twin Cam SE 110

## Curiosità
- Nella serie televisiva Sons of anarchy, tutti il gruppo motociclistico principale SAMCRO usano rigorosamente Harley Davidson Dyna nere con customizzazione "Club Style".
- C'è un aneddoto legato al nome della prima Harley Davidson Sturgis del 1980, di cui quella del 1991 era una replica con telaio Dyna. Pare che Willie G. Davidson avesse abbozzato le linee di questo modello sulla carta di un tovagliolo proprio mentre si trovava a partecipare al raduno internazionale di Sturgis.